# YBC 7289
YBC 7289는 제곱근 2에 대한 정확한 육십진법 근사치를 적은 바빌로니아 점토판이다. 이 수는 고대 시대때 쓰여진 가장 정확한 것이다. 이 점토판은 기원전 1800~1600년 사이에 제작된 것으로 추정된다.

## 내용
점토판에는 두 개의 대각선이 그려진 정사각형이 있으며 정사각형의 한 면에는 육십진수인 30이 표시되어 있다. 정사각형의 각 대각선에는 두 개의 육십진수 두 개가 적혀져 있다. 이 두 개 중 하나인 1;24,51,10은 숫자 305470/216000 ≈ 1.414213을 나타낸다. 이는 2백만분의 1 미만의 차이가 있는 제곱근 2의 근삿값이다. 나머지 한 개에는 42;25,35가 적혀져 있고 이는 숫자 30547/720 ≈ 42.426을 나타낸다. 이 수는 주어진 제곱근 2에 30을 곱한 결과이며 한 변의 길이가 30인 정사각형의 대각선 길이와 근사한다.

## 같이 보기
- 플림톤 322
- 메신저 67118